# Ducki Krzysztof
Ducki Krzysztof (Varsó, 1957. május 30. –) Magyarországon élő lengyel származású grafikusművész. 1982-ben szerzett diplomát a Varsói Képzőművészeti Akadémia alkalmazott grafika szakán. Ugyanebben az évben Budapestre költözött, de megtartotta lengyel állampolgárságát. 1983 óta folyamatosan tervez plakátokat, amelyeket számos díjjal jutalmaztak. 1987-ben alapító tagja a DOPP csoportnak. 1996-ban Ferenczy Noémi-díjat kapott. 2005-ben részt vett a Magyar Plakát Társaság megalapításában.

## Kötetei
- Plakátok; szöveg Orosz István, Grzegorz Lubczyk; Dart Bt., Bp., 2006
- Krzysztof Ducki–Orosz István–Pócs Péter: Ungarsk karma / Magyar karma / Hungarian karma; Poster'V. Design Studio, Bp., 2009